# Balrampur (miasto)
Balrampur (hindi: बलरामपुर, urdu: بلرام پور-) – miasto w północnych Indiach, na Nizinie Hindustańskiej, nad rzeką Rapti, w stanie Uttar Pradesh, w pobliżu granicy z Nepalem. Siedziba dystryktu o tej samej nazwie. Miejsce urodzenia Alego Sardara Jafri.
Populacja miasta w 2001 roku wynosiła 72 220 mieszkańców.